# José Coelho da Gama e Abreu
José Coelho da Gama e Abreu, o barão de Marajó (Belém, 12 de abril de 1832 — Lisboa, 25 de novembro de 1906) foi um político e historiador brasileiro e membro da Academia das Ciências de Lisboa. Um dos sócios-fundadores do Instituto Histórico e Geográfico do Pará em 1900.
Filho de um oficial da marinha portuguesa, sua família sofreu muito por causa dos acontecimentos políticos de 1831 a 1835 no Brasil, fazendo com que se refugiassem em Portugal quando ele tinha cinco anos.
Em Lisboa passou sua infância, estudou e fez o curso secundário. Quando completou catorze anos adoeceu e retornou ao Pará. Recuperou a saúde aos dezessete anos e fez nova viagem a Portugal, formou-se em filosofia pela Universidade de Coimbra e também em matemática.
Retornou ao Pará em 1855, tendo lecionado matemática no Liceu Paraense, sido diretor das obras públicas da província do Pará, quanto foi responsável por obras como o Bosque Rodrigues Alves e o Palácio Antônio Lemos.
Foi deputado, presidente da província do Amazonas, de 25 de novembro de 1867 a 9 de fevereiro de 1868 e, depois, presidente da província do Grão-Pará, de 1870 a 29 de março de 1881, intendente de Belém (hoje prefeito), devido aos bons serviços prestados à nação recebeu o título de Barão do Marajó.
Escreveu Do Amazonas ao Sena, Nilo, Bósphoro e Danúbio. Apontamentos de Viagem, 1874-1876, editado em Lisboa em três tomos de 291, 273 e 284 páginas; A Amazônia. As Províncias do Pará e Amazonas e o governo central do Brazil, Lisboa, 1883, 125 p.; Um Protesto. Respostas às pretensões da França a uma parte do Amazonas, manifestadas pelo Mr. Delande, Lisboa, 1884, 45 p.
Encontra-se colaboração da sua autoria na revista Brasil-Portugal.